# Uhlenmühle
Uhlenmühle (auch Gundelsmühl genannt) ist ein Gemeindeteil der Gemeinde Adelshofen im Landkreis Ansbach (Mittelfranken, Bayern). Uhlenmühle liegt in der Gemarkung Tauberzell.

## Geografie
Die Einöde liegt im tief eingeschnittenen Muschelkalktal des Flusses wenige hundert Meter vor der Ortsgrenze des Kirchdorfs Tauberzell rechts am Ufer der Tauber. Die Sägemühle hat nur eine Hausnummer und ein halbes Dutzend Nebengebäude. Die Staatsstraße 2268 (= Romantische Straße) führt im Taubertal nach Tauberscheckenbach (1,8 km südöstlich) bzw. nach Tauberzell (0,5 km westlich).

## Geschichte
Von 1797 bis 1808 unterstand der Ort dem Justiz- und Kammeramt Uffenheim. Mit dem Gemeindeedikt (frühes 19. Jahrhundert) wurde Uhlenmühle dem Steuerdistrikt und der Ruralgemeinde Tauberzell zugeordnet. Im Zuge der Gebietsreform in Bayern wurde Uhlenmühle am 1. Juli 1972 nach Adelshofen eingemeindet.

### Baudenkmal
- Mühle mit Nebengebäude[7]

### Einwohnerentwicklung
| Jahr      | 001818 | 001840 | 001861 | 001871 | 001885 | 001900 | 001925 | 001950 | 001961 | 001970 | 001987 |
| Einwohner | 10     | 13     | 15     | 12     | 7      | *      | *      | *      | *      | *      | 6      |
| Häuser    | 2      | 1      |        |        | 1      | *      | *      | *      | *      |        | 2      |
| Quelle    | [ 2 ]  | [ 9 ]  | [ 10 ] | [ 11 ] | [ 12 ] | [ 13 ] | [ 14 ] | [ 15 ] | [ 16 ] | [ 17 ] | [ 1 ]  |

## Religion
Der Ort ist seit der Reformation evangelisch-lutherisch geprägt und bis heute nach St. Veit (Tauberzell) gepfarrt. Die Einwohner römisch-katholischer Konfession sind nach St. Johannis (Rothenburg ob der Tauber) gepfarrt.